# 覺快法親王
覺快法親王（1134年—1181年12月23日），俗名圓性，是日本平安時代後期的皇族和天台宗僧人，生父母是鳥羽天皇和紀家子；他也是天台宗的天台座主和青蓮院的門跡。

## 經歷
13歲時他到比叡山師承行玄大僧正並出家，學習顯教和密教，至久安七年（1151年）行玄為他傳法灌頂，任法印。永曆元年（1160年）因日蝕而在宮中祈禱，嘉應二年（1170年）晉無品親王，到治承元年（1177年）因延曆寺座主明雲被流放而就任座主，同時兼任法性寺座主，治承四年（1180年）因病辭職，隱居青蓮院。
| 宗教頭銜    | 宗教頭銜                                    | 宗教頭銜    |
| ----------- | ------------------------------------------- | ----------- |
| 前任： 行玄 | 青蓮院門跡 第13世                           | 繼任： 真譽 |
| 前任： 明雲 | 天台座主 第56世 1177年6月9日–1179年12月16日 | 繼任： 明雲 |